# Ronde van Frankrijk 2023/Eerste etappe
De eerste etappe van de Ronde van Frankrijk 2023 was een heuvelrit met een lengte van 182,0 kilometer. De etappe werd verreden op 1 juli ten noorden van Bilbao met de start en finish in de stad zelf. 

## Parcours
Er lagen vijf beklimmingen in het parcours, de eerste twee van derde categorie in de eerste 68 kilometer en de laatste drie van achtereenvolgens vierde, tweede en derde categorie in de laatste 45 kilometer. Na 88,2 kilometer lag de tussensprint in Gernika-Lumo. De slotkilometer naar de meet in Bilbao liep op met 4,6 procent.

## Verloop
De eerste etappe van de 110de Tour de France heeft een bijzondere ontknoping opgeleverd. 
Tourdebutant Pascal Eenkhoorn vormde samen met Lilian Calmejane, Simon Guglielmi, Jonas Gregaard en Valentin Ferron de kopgroep van de dag. Eenkhoorn sprokkelde onderweg drie bergpunten en daarnaast ook nog twintig punten voor de groene trui, maar het was niet genoeg om een van beide truien in bezit te krijgen. Op vijftig kilometer van de aankomst werd de kopgroep ingerekend door het peloton.
Pas op de korte en steile slotklim lieten de favorieten zich echt zien. Tadej Pogačar en Jonas Vingegaard reden enkele meters voor de rest uit en kwamen in gezelschap van de Fransman Victor Lafay over de top.
In de afdaling wisten ook de tweelingbroers Adam en Simon Yates, ieder rijdend voor een andere ploeg, aan te sluiten en de Britten besloten er ook direct samen vandoor te gaan en mochten gaan strijden om de ritzege en de eerste gele trui. Ze bleven de achtervolgende groep, met onder anderen Pogacar en Vingegaard, voor. Een sprint tussen de broers werd het echter niet, want Simon kon Adam in de laatste meters niet meer bijhouden en kwam vier seconden later over de finish. Pogačar won het sprintje van de groep favorieten en kwam ook juichend over de streep, vanwege zijn winnende ploeggenoot.

## Uitslag etappe
| Bilbao – Bilbao (182,0 km) |                          |                     |          |
| Plaats                     | Naam                     | Ploeg               | Tijd     |
| 1                          | Adam Yates               | UAE Team Emirates   | 4u22'49" |
| 2                          | Simon Yates              | Team Jayco AlUla    | + 4"     |
| 3                          | Tadej Pogačar            | UAE Team Emirates   | + 12"    |
| 4                          | Thibaut Pinot            | Groupama-FDJ        | z.t.     |
| 5                          | Michael Woods            | Israel-Premier Tech | z.t.     |
| 6                          | Victor Lafay             | Cofidis             | z.t.     |
| 7                          | Jai Hindley              | BORA-hansgrohe      | z.t.     |
| 8                          | Mattias Skjelmose Jensen | Lidl-Trek           | z.t.     |
| 9                          | Jonas Vingegaard         | Team Jumbo-Visma    | z.t.     |
| 10                         | David Gaudu              | Groupama-FDJ        | z.t.     |
|                            |                          |                     |          |
| 11                         | Wout van Aert            | Team Jumbo-Visma    | z.t.     |
| 13                         | Wilco Kelderman          | Team Jumbo-Visma    | z.t.     |

 –  Adam Yates was de strijdlustigste renner van de eerste etappe.

## Klassementen

### Algemeen klassement
| Algemeen klassement (gele trui) |                          |                     |          |
| Plaats                          | Naam                     | Ploeg               | Tijd     |
| Gele trui                       | Adam Yates               | UAE Team Emirates   | 4u22'39" |
| 2                               | Simon Yates              | Team Jayco AlUla    | + 8"     |
| 3                               | Tadej Pogačar            | UAE Team Emirates   | + 18"    |
| 4                               | Thibaut Pinot            | Groupama-FDJ        | + 22"    |
| 5                               | Michael Woods            | Israel-Premier Tech | z.t.     |
| 6                               | Victor Lafay             | Cofidis             | z.t.     |
| 7                               | Jai Hindley              | BORA-hansgrohe      | z.t.     |
| 8                               | Mattias Skjelmose Jensen | Lidl-Trek           | z.t.     |
| 9                               | Jonas Vingegaard         | Team Jumbo-Visma    | z.t.     |
| 10                              | David Gaudu              | Groupama-FDJ        | z.t.     |
|                                 |                          |                     |          |
| 11                              | Wout van Aert            | Team Jumbo-Visma    | z.t.     |
| 13                              | Wilco Kelderman          | Team Jumbo-Visma    | z.t.     |

### Puntenklassement
| Puntenklassement (groene trui) |                  |                     |        |
| Plaats                         | Naam             | Ploeg               | Punten |
| Groene trui                    | Adam Yates       | UAE Team Emirates   | 30     |
| 2                              | Simon Yates      | Team Jayco AlUla    | 25     |
| 3                              | Tadej Pogačar    | UAE Team Emirates   | 22     |
| 4                              | Pascal Eenkhoorn | Lotto-Dstny         | 20     |
| 5                              | Thibaut Pinot    | Groupama-FDJ        | 19     |
| 6                              | Michael Woods    | Israel-Premier Tech | 17     |
| 7                              | Simon Guglielmi  | Groupama-FDJ        | 17     |
| 8                              | Victor Lafay     | Cofidis             | 15     |
| 9                              | Valentin Ferron  | Team TotalEnergies  | 15     |
| 10                             | Jai Hindley      | BORA-hansgrohe      | 13     |
|                                |                  |                     |        |
| 17                             | Jasper Philipsen | Alpecin-Deceuninck  | 8      |

### Bergklassement
| Bergklassement (bolletjestrui) |                  |                          |        |
| Plaats                         | Naam             | Ploeg                    | Punten |
| Bolletjestrui                  | Neilson Powless  | EF Education-EasyPost    | 5      |
| 2                              | Pascal Eenkhoorn | Lotto-Dstny              | 3      |
| 3                              | Georg Zimmermann | Intermarché-Circus-Wanty | 3      |
| 4                              | Tadej Pogačar    | UAE Team Emirates        | 2      |
| 5                              | Jonas Gregaard   | Uno-X Pro Cycling Team   | 2      |
| 6                              | Esteban Chaves   | EF Education-EasyPost    | 2      |
| 7                              | Jonas Abrahamsen | Uno-X Pro Cycling Team   | 1      |
| 8                              | Jonas Vingegaard | Team Jumbo-Visma         | 1      |
| 9                              | Dylan van Baarle | Team Jumbo-Visma         | 1      |
| 10                             | Simon Guglielmi  | Arkéa-Samsic             | 1      |

### Jongerenklassement
| Jongerenklassement (witte trui) |                            |                        |          |
| Plaats                          | Naam                       | Ploeg                  | Tijd     |
| Witte trui                      | Tadej Pogačar              | UAE Team Emirates      | 4u22'57" |
| 2                               | Mattias Skjelmose Jensen   | Lidl-Trek              | + 4"     |
| 3                               | Carlos Rodríguez           | INEOS Grenadiers       | z.t.     |
| 4                               | Corbin Strong              | Israel-Premier Tech    | + 25"    |
| 5                               | Maxim Van Gils             | Lotto-Dstny            | z.t.     |
| 6                               | Matthew Dinham             | Team DSM-Firmenich     | z.t.     |
| 7                               | Tom Pidcock                | INEOS Grenadiers       | z.t.     |
| 8                               | Tobias Halland Johannessen | Uno-X Pro Cycling Team | z.t.     |
| 9                               | Felix Gall                 | AG2R-Citroën           | z.t.     |
| 10                              | Matteo Jorgenson           | Movistar Team          | + 2'30"  |
|                                 |                            |                        |          |
| 22                              | Nils Eekhoff               | Team DSM-Firmenich     | + 13'45" |

### Ploegenklassement
| Ploegenklassement |                     |           |
| Plaats            | Ploeg               | Tijd      |
|                   | Team Jumbo-Visma    | 13u09'03" |
| 2                 | UAE Team Emirates   | + 9"      |
| 3                 | Groupama-FDJ        | + 21"     |
| 4                 | Israel-Premier Tech | + 42"     |
| 5                 | INEOS Grenadiers    | z.t.      |

## Uitvaller
- Enric Mas (Movistar Team): Opgave vanwege een gebroken schouderblad.

1e etappe ·
2e etappe ·
3e etappe ·
4e etappe ·
5e etappe ·
6e etappe ·
7e etappe ·
8e etappe ·
9e etappe ·
10e etappe ·
11e etappe ·
12e etappe ·
13e etappe ·
14e etappe ·
15e etappe ·
16e etappe ·
17e etappe ·
18e etappe ·
19e etappe ·
20e etappe ·
21e etappe
Startlijst · Eindstanden · Afbeeldingen